# Kecskemét alsó vasútállomás
Kecskemét alsó vasútállomás egy Bács-Kiskun vármegyei vasútállomás, Kecskemét településen, a MÁV üzemeltetésében. A városközpontól délre helyezkedik el, Kossuthváros és Szent László-város városrészek között, közúti elérését csak önkormányzati utak biztosítják.

## Története
A vasútállomás már a Lajosmizse-Kecskemét vonalszakasz 1905-ös megnyitása előtt üzemelt, a harmadik katonai felmérés 1894-es térképein már kiépített rendezőpályaudvarként szerepel. A vasútállomás végponti végére kötötték be 1895-ben a Fülöpszállás felé vezető vasútvonalat, majd 1905-ben a Lajosmizse-Kecskemét-vasútvonalat, így a rendezőpályaudvar elágazó vasútállomássá vált. Az 1950-es évek után az addig falusias környezetben fekvő állomás környezetében igen komoly iparfejlesztést hajtott végre a magyar állam. A gyárak mellé iparvágányok és vontatóvágányok kusza hálózatát is létrehozták Kecskemét déli térségében, ezeket Kecskemét alsó állomásról szolgálták ki. Az 1950-es években épült deltavágány Kecskemét alsó állomásról nem csak Kecskemét, de Szeged (140-es vasútvonal) és Lakitelek (145-ös vasútvonal) irányába is közvetlen kijárást tett lehetővé.
A folyamatossá váló tolatások miatt az 5-ös és 54-es utak sorompós útátjáróit megszüntették, ma már mindkét főút felüljárón halad át az állomás fölött. 1974 végére elkészült a Kecskemét és Kecskemét-Alsó állomások között az 5-ös főút Kiskunfélegyházai úti felüljárója. 1982-ben készült el Kecskemét alsó állomás fölött a mai 541-es főút Halasi úti felüljárója. 1985 és 1987 között zajlott a jelentős, elsősorban teherforgalmi célokat szolgáló bővítése. A vágányokat meghosszabbították és két burkolt rakodót építettek, illetve 1987-ben létesült a Külső Szegedi út vonalában álló vasbeton gyalogos felüljáró is. 1990 után a környékbeli gyárak sorban bezártak, a kiterjedt iparvágány-hálózatot pedig jelentős mértékben visszabontották. 2007-ben a Gyurcsány-kormány leállíttatta a személyszállítást a Kecskemét–Fülöpszállás-vasútvonalon, 2009-ben pedig Lajosmizse felé is, így az állomás személyforgalmi szerepe fél évre megszűnt. 2010-ben a személyforgalom számára újból megnyitották, azonban régi jelentőségét nem nyerte vissza. A 2010-es évekre már csak egy iparvágány bonyolított rendszeres vasúti forgalmat, a nyilvános rakodót havi rendszerességgel használták. A 140-es és 145-ös vasútvonal felé vezető deltavágány jelentőségét veszítette, kizárólag üzemi célokra használják. 
A 2010-es évek közepére az állomás környékén a gettósodás folyamata igen előrehaladott, a környék utcái igen rossz szociális és műszaki állapotban voltak. Ez az állomás látképére is rányomta bélyegét, 2010 után több feladatát vesztett üzemi épületet is el kellett bontani az állomáson a permanens rongálás és fosztogatás miatt.

## Vasútvonalak
Az állomást az alábbi vasútvonalak érintik:
- Budapest–Kecskemét-vasútvonal

## Kapcsolódó állomások
A vasútállomáshoz az alábbi állomások vannak a legközelebb:
- Kecskemét-Máriaváros megállóhely (Budapest–Kecskemét-vasútvonal)
- Kecskemét vasútállomás (Budapest–Kecskemét-vasútvonal, Fülöpszállás–Kecskemét-vasútvonal)
- Helvécia vasútállomás (Fülöpszállás vasútállomás, Fülöpszállás–Kecskemét-vasútvonal)

## Megközelítése  tömegközlekedéssel
- Busz:  2, 2A, 2D, 2S, 32

## Forgalom
| Járat | Útvonal | Gyakoriság                                   |
| ----- | --- | -------------------------------------------- |
| S21   | Budapest-Nyugati – Zugló – Kőbánya alsó – Kőbánya-Kispest – Kispest – Pestszentimre felső – Pestszentimre – Gyál felső – Gyál – Felsőpakony – Ócsa – Inárcs-Kakucs – Dabas – Gyón – Hernád – Örkény – Táborfalva – Felsőlajos – Lajosmizse – Lajosmizse alsó – Klábertelep – Felsőméntelek – Méntelek – Alsóméntelek – Nagynyír – Hetényegyháza – Úrihegy – Miklóstelep – Kecskemét-Máriaváros – Kecskemét alsó – Kecskemét | Hétvégén 3 Budapest felé és 4 Kecskemét felé |
| S210  | (Táborfalva → Felsőlajos →) Lajosmizse – Lajosmizse alsó – Klábertelep – Felsőméntelek – Méntelek – Alsóméntelek – Nagynyír – Hetényegyháza – Úrihegy – Miklóstelep – Kecskemét-Máriaváros – Kecskemét alsó – Kecskemét | Munkanapokon napi 2 pár                      |
| S210  | Hetényegyháza – Úrihegy – Miklóstelep – Kecskemét-Máriaváros – Kecskemét alsó – Kecskemét | Munkanapokon 9 pár                           |